# 대구시 병
대구시 병은 대한민국의 옛 국회의원 선거구이다. 당시 경상북도 대구시의 일부 지역을 관할했다.

## 역사
1950년 제2대 국회의원 선거를 앞두고 대구부 병 선거구가 개편되면서 신설되었다.
1958년 1월, 달성군의 일부 지역이 새롭게 대구시로 편입되었다. 이에 제4대 국회의원 선거를 앞두고 달성군에 편입된 지역 중 일부 지역을 편입시켰다. 또한 남산동, 대명동, 봉덕동, 대봉동이 대구시 정으로 분리되었다.
1963년 1월, 대구시에 구제가 실시되었다. 이에 대구시 병에 해당하는 지역에 동구가 설치되었다. 또한 1958년에 달성군에서 편입되었던 지역이 다시 달성군으로 환원되었다. 이에 제6대 국회의원 선거를 앞두고 대구시 동구와 달성군·고령군 선거구로 각각 분리되면서 폐지되었다.

## 역대 국회의원
| 선거   | 정당 | 정당   | 의원   |
| ------ | ---- | ------ | ------ |
| 1950년 |      | 무소속 | 이갑성 |
| 1954년 |      | 무소속 | 이우줄 |
| 1958년 |      | 자유당 | 이우줄 |
| 1958년 |      | 민주당 | 임문석 |
| 1960년 |      | 민주당 | 임문석 |

## 역대 선거 결과

### 대한민국 제2대 국회의원 선거
|  | 23.14% |

|  | 14.39% |

|  | 11.82% |

|  | 11.36% |

|  | 7.78% |

|  | 4.98% |

|  | 3.83% |

|  | 3.53% |

|  | 3.14% |

|  | 3.04% |

|  | 2.72% |

|  | 2.38% |

|  | 2.22% |

|  | 2.03% |

|  | 1.28% |

|  | 1.22% |

|  | 0.91% |

|  | 0.14% |

### 대한민국 제3대 국회의원 선거
|  | 51.60% |

|  | 33.27% |

|  | 5.42% |

|  | 3.92% |

|  | 3.77% |

|  | 1.99% |

### 대한민국 제4대 국회의원 선거
|  | 40.34% |

|  | 38.44% |

|  | 9.94% |

|  | 7.78% |

|  | 3.47% |

|  | 0% |

### 대한민국 제5대 국회의원 선거
|  | 53.61% |

|  | 15.46% |

|  | 15.03% |

|  | 12.80% |

|  | 3.08% |

|  | 0% |